# Inermoleiopus tanganyicae
Inermoleiopus tanganyicae är en skalbaggsart som beskrevs av Stefan von Breuning 1967. Inermoleiopus tanganyicae ingår i släktet Inermoleiopus och familjen långhorningar. Inga underarter finns listade i Catalogue of Life.